# Koebelia irrorata
Koebelia irrorata är en insektsart som beskrevs av Ball 1909. Koebelia irrorata ingår i släktet Koebelia och familjen dvärgstritar. Inga underarter finns listade i Catalogue of Life.